# Mjölby församling

Mjölby församling vapen

Mjölby församling är en församling i Linköpings stift inom Svenska kyrkan. Församlingen ingår i Folkungabygdens pastorat i Vätterbygdens kontrakt  och ligger i Mjölby kommun i Östergötlands län.

## Administrativ historik
Församlingen har medeltida ursprung. Sörby församling förenades 1791 med Mjölby församling, som därefter till 1 mars 1890 benämndes Mjölby med Sörby församling.
Församlingen var före 1791 moderförsamling i pastoratet Mjölby och Sörby, för att därefter till 1962 utgöra ett eget pastorat. Från 1962 till 2006 var församlingen moderförsamling i pastoratet Mjölby och Högby. Församlingen slogs 2006 samman med Högby församling och utgjorde därefter till 2007 ett eget pastorat för att sedan från 2007 till 2014 vara moderförsamling i pastoratet Mjölby och Väderstad. Församlingen ingår sedan 2014 i Folkungabygdens pastorat.

## Kyrkobyggnader
- Mjölby kyrka
- Lundby kapell
- Högby kyrka
- Mjölby gravkapell

## Kyrkoherdar
Kyrkoherdar i Mjölby församling.
| Ämbetstid | Namn                    | Levnadstid | Kommentarer                                   |
| --------- | ----------------------- | ---------- | --------------------------------------------- |
| 1348      | Petrus                  |            |                                               |
| 1385      | Rikard                  |            | Curatus.                                      |
| 1415-1441 | Andreas                 |            |                                               |
| 1520-1527 | Birgerus                | -1527      | Curatus.                                      |
| 1527-1537 | Benedictus              | -1537      | Curatus.                                      |
| 1538      | Thorerus                |            |                                               |
| 1568-1594 | Olaus Jonae             | -1594      |                                               |
| 1595-1604 | Magnus Jonae            | -1604      |                                               |
| 1606-1613 | Petrus Jonae            | -1613      |                                               |
| 1615-1644 | Nicolaus Kylander       | -1644      |                                               |
| 1644-1652 | Andreas Rystadius       | -1652      |                                               |
| 1653-1674 | Isacus Pelecanus        | 1621-1674  |                                               |
| 1674-1690 | Magnus Breman (Bregius) | 1626-1690  |                                               |
| 1690-1694 | Laurentius Wrethelius   | 1650-1694  |                                               |
| 1695-1707 | Petrus Hulthijn         | 1652-1707  |                                               |
| 1708-1739 | Johannes Regnerus       | 1666-1739  |                                               |
| 1741-1754 | Petrus Regnér           | 1698-1754  |                                               |
| 1761-1787 | Johannes Falk           | 1722-1787  |                                               |
| 1788-1816 | Johan Cederholm         | 1749-1816  |                                               |
| 1818-1825 | Johan Adolf Nygren      | 1767-1837  | Senare kyrkoherde i Ekeby församling.         |
| 1825-1852 | Pehr Sundström          | 1783-1852  |                                               |
| 1853-1873 | Carl Gustaf Ryberg      | 1801-1873  |                                               |
| 1874-1885 | Otto Redelius           | 1835-1920  | Senare kyrkoherde i Hallingebergs församling. |
| 1885-1906 | Carl Thorén             | 1841-1906  | Kontraktsprost.                               |
| 1907-1931 | Adolf Johansson         | 1853-1940  | Kontraktsprost.                               |
| 1932-1934 | Ture Harald Aspegren    | 1886-1934  |                                               |
| 1934-1938 | Johan Hammers           | 1887-1951  |                                               |
| 1939-1963 | Martin Leby             | 1898-1984  |                                               |
| 1963-1978 | Per Svae                | 1913–      | [ 7 ]                                         |
| 1978-1984 | Clas Cervin             | 1923–      | [ 8 ]                                         |
| 1985-1993 | Örjan Wikmark           |            |                                               |
| 1993-2011 | Georg Karlsson          | 1946-      |                                               |
| 2011-2013 | Kent Karlson            | 1966-      |                                               |

### Församlingsherdar
| Ämbetstid | Namn           | Levnadstid | Kommentarer |
| --------- | -------------- | ---------- | ----------- |
| 2014-2022 | Olof Söderberg | 1974–      | [ 9 ]       |

### Komministrar
Komministrar i Mjölby församling.
| Ämbetstid | Namn                             | Levnadstid | Kommentarer                       |
| --------- | -------------------------------- | ---------- | --------------------------------- |
| 1791-1805 | Johan Sandström                  | 1735-1805  |                                   |
| 1805-1831 | Lars Mannerberg                  | 1756-1831  |                                   |
| 1834-1855 | Carl Gustaf Ryberg               | 1801-1873  | Senare kyrkoherde i församlingen. |
| 1853-1873 | Nils Samuel Loenbom              | 1795-1873  |                                   |
| 1873-1914 | Karl Henrik Larsson              | 1846-1914  |                                   |
| 1914-1917 | Sven Johan Ragnar Rydeman        | 1881-      |                                   |
| 1917-1920 | Torsten Richard Andreas Borggård | 1888-      |                                   |
| 1921-1923 | Karl David Björkhagen            | 1886-      |                                   |
| 1924-1928 | Martin Fritiof Tobias Leby       | 1898-      |                                   |
| 1929-     | Gerhard Vilhelm Andersson        | 1889-      |                                   |
| 2014–     | Nina Lundborg                    | 1987–      |                                   |

## Klockare och organister[10]
| Ämbetstid | Namn                      | Levnadstid | Kommentarer           |
| --------- | ------------------------- | ---------- | --------------------- |
| 1664-1665 | Jöns Swensson             |            | Klockare              |
| 1688-1693 | Nils Swensson (Simonsson) |            | Klockare              |
| 1699-1711 | Per Nilsson               |            | Klockare              |
| 1718-1721 | Jöns                      |            | Organist              |
| 1713-1726 | Pär                       |            | Klockare              |
| 1722-1730 | Jonas                     |            | Organist              |
| 1729-1736 | Olof Eldbrand             |            | Klockare              |
| 1734-1737 | Natanael                  |            | Organist              |
| 1738-1743 | Johan Alander             |            | Klockare och organist |
| 1744-1762 | Jonas Carlsson Södergren  |            | Klockare och organist |
| 1764-1796 | Peter Sandbom             | 1737-1796  | Klockare              |
| 1797-1827 | Jacob Ölander             | 1772-1827  | Organist              |
| 1827-1829 | Nils Hultgren             | 1808-      | Organist              |
| 1829-1864 | Christoffer Larsson       | 1807-1864  |                       |
| 1865-1910 | Karl August Andersson     | 1843-1910  |                       |
| 1910-1914 | Jöns Andersson Norton     | 1881-1950  |                       |
| 1914-1934 | Erik Engberg              | 1892-1934  |                       |
| 1934-1935 | Helge Sandahl             |            |                       |
| 1935-1955 | Heimer Sjöblom            | 1910-2001  |                       |
| 1958-1964 | Birger Norén              | 1916-      | Organist.             |
| 1990–     | Mats Åhlund               | 1965–      |                       |